# Cryptonevra diadema
Cryptonevra diadema är en tvåvingeart som först beskrevs av Johann Wilhelm Meigen 1830.  Cryptonevra diadema ingår i släktet Cryptonevra och familjen fritflugor. Arten är reproducerande i Sverige. Inga underarter finns listade i Catalogue of Life.